# مصطفى حجي
مصطفى حجي (مواليد 16 نوفمبر 1971) هو لاعب كرة قدم مغربي سابق، ومساعد مدرب في الوقت الحالي. يعد واحد من أبرز اللاعبين الذين مروا في تاريخ المنتخب المغربي.
بدأ مسيرته الكروية مع نادي نانسي الفرنسي في عام 1991، ولعب له حتى عام 1996، وفي موسم 1996/1997 انتقل إلى نادي سبورتنغ لشبونة البرتغالي، ولعب له 27 مباراة سجل خلالها 3 أهداف، وفي عام 1997 انتقل إلى نادي ديبورتيفو لاكارونا الإسباني، ولعب له حتى عام 1999، حيث خاض رفقته 31 مباراة وسجل خلالها هدفين، وفي عام 1999 انتقل إلى نادي كوفنتري سيتي الإنجليزي، ولعب له حتى عام 2001، حيث شارك في 62 مباراة سجل خلالها 12 هدف، وفي عام 2001 انتقل إلى نادي أستون فيلا الإنجليزي، ولعب له حتى عام 2004، وشارك في 35 مباراة وسجل هدفين، وفي عام 2004 انتقل إلى نادي إسبانيول الإسباني، ولعب له 16 مباراة وسجل هدفا واحدا، وفي موسم 2004/2005 انتقل إلى نادي الإمارات الإماراتي، ومنذ عام 2005 وهو يلعب مع نادي ساربروكن الألماني.
و قد لعب مع المنتخب المغربي لكرة القدم بين عامي 1993 و2004.
شارك مع المنتخب المغربي في أزيد من 60 لقاء دولي سجل خلالها 13 هدفا.
و هو صاحب أشهر هدف في مرمى منتخب مصر في التسعينات والتي انتهت بهزيمة الفراعنة على يد المنتخب المغربي. وحاز على لقب احسن لاعب في كأس الأمم الأفريقية لكرة القدم 1998.

## حجي والمنتخب المغربي
مرت الكرة المغربية بفترة فراغ بعد جيلها الذهبي في الثمانينيات فغاب بعدها النجوم وتراجع مستوى «أسود الأطلس» خصوصا بعد خيبة الامل في نهائيات كأس الأمم الأفريقية عام 1992 فراح المسؤولون يبحثون عن البديل أو المنقذ فكان اللاعبون المغتربون في الخارج ووقع الاختيار على لاعب الوسط وصانع الألعاب مصطفى حجي.
كان المنتخب المغربي يقيم معسكرا تدريبيا في فرنسا استعدادا لتصفيات كأس العالم 1994 عندما اكتشف المسؤولون المغاربة اللاعب مصطفى حجي. وقتها كان يلعب مع نانسي الفرنسي فاعجب الجهاز الفني بقيادة المدربين المحليين عبد الله بليندة وعبد الغني الناصيري بمؤهلاته الفنية خصوصا وان المنتخب كان بحاجة إلى صانع العاب في حجم حجي آنذاك.ولم يخيب حجي، المولود في مدينة ايفران، الامال وابان عن مؤهلات فنية عالية وعن أحقيته في حمل القميص الوطني وقدم أداء رائعا خصوصا في المباراة الحاسمة ضد زامبيا والتي كانت جواز السفر إلى المونديال الاميركي. لعب حجي في مونديال أمريكا وكان صاحب التمريرة الحاسمة لهدف حسن ناظر ضد هولندا.
وتألق حجي مع منتخب بلاده في مونديال 1998 في فرنسا خصوصا في المباراتين ضد النرويج (2-2) حيث سجل الهدف الأول في المباراة واسكتلندا (3-صفر) ليحرز المغرب 4 نقط لكن الهزيمة المفاجئة للبرازيل أمام النرويج أقصت المغرب من الدور الأول.
سنة 1998 كانت مليئة بالأحداث بالنسبة لمصطفى حجي حيث ساهم بشكل كبير في تأهل المغرب لمونديال فرنسا وكأس الأمم الإفريقية ببوركينا فاسو حيث كان هدفه الأكروباتي بضربة المقص ضد منتخب مصر أحسن هدف في البطولة ومن أحسن الأهداف في تاريخ كأس إفريقيا والغريب أن حجي سجل مرة أخرى في نفس العام من تسجيل هدف آخر رائع أيضا ضد مصر وذلك خلال إقصائيات كأس العالم.

## الكرة الذهبية
سنة 1998 مصطفى حجي حصل على الكرة الذهبية الأفريقية كرابع مغربي ينال هذا الشرف بعد أحمد فرس 1975 ومحمد التيمومي 1985 وبادو الزاكي 1986. كما حرز جائزة أحسن لاعب في كأس أمم إفريقيا 1998.

## اللاعب الأسطورة
تم منح مصطفى حجي جائزة اللاعب الأسطورة ليدخل بذلك ضمن اللاعبين الأسطوريين في القارة السمراء، وقد نال هذا اللقب سنة 2011 خلال حفل كبير نظمه الاتحاد الإفريقي على شرف نجوم القارة السمراء.

## الاحتراف

### بداياته مع نادي نانسيالفرنسي
بدأ حجي المولود في 16 نوفمبر 1971 بمدينة إفران المغربية وتربى بفرنسا مسيرته رفقة الفريق الفرنسي نانسي سنة 1991 الذي وقع له عقدا احترافيا سنة 1992. وكان قراره باللعب لمنتخب المغرب في سنة 1993 بدلا من المنتخب الفرنسي الذي لعب في صفوف فئاته الصغرى محط اهتمام كبير من طرف الإعلام الفرنسي والمغربي.

### مسيرته مع نانسي الفرنسي وأول انتقال
تكون مصطفى حجي في فريق نانسي وخاض معه مشوارا احترافيا مهما لعب خلاله 134 لقاء وسجل 31 هدف وتألق في صفوف المنتخب المغربي تهافتت الاندية الأوروبية إلى التعاقد مع مصطفى حجي فكان سبورتينغ لشبونة أول المستفيدين من خدماته.

### سبورتينغ لشبونة
انتقل للبرتغال حيث وقع لفريق سبورتينغ لشبونة موسم 1996-1997 لعب خلاله 27 لقاء وسجل 3 أهداف.

### ديبورتيفو لاكورونيا
سنة 1997، وبعد تألقه رفقة المنتخب المغربي في الإقصائيات المؤهلة لكأس العالم فرنسا انتقل مصطفى حجي لفريق ديبورتيفو لاكورونيا الإسباني. موسمين قضاهما في الليغا صحبة المغربيين نورالدين النيبت وصلاح الدين بصير حيث جعلته الإصابة يغيب عن الملاعب واللعب كبديل خلال فترة تعافيه، لعب فيها 31 لقاء سجل فيهما هدفين أهمها خلال موسم 1998/1999 وكان ضد إف سي برشلونة في مباراة مثيرة ، بدأ حجي المقابلة على دكة البدلاء وبعد 3 دقائق من دخوله المباراة في الدقيقة 72 تمكن مصطفى حجي من تسجيل الهدف الأول بقذيفة رائعة د75 وعدل ريفالدو النتيجة بضربة جزاء د86 لكن فران سجل هدف الفوز في د89 ليسجل ديبورتيفو لاكورونيا بذلك نصرا تاريخيا.

### كوفنتري سيتي
بعد نهاية مشواره مع في ديبورتيفو لاكورونيا الإسباني انتقل للدوري الإنجليزي حيث لعب ل كوفنتري سيتي موسمي 1999-2001 شارك خلالهما في 62 لقاء وسجل 13 هدف.

### أستون فيلا
انتقل لأستون فيلا لمدة ثلاث مواسم 2001-2004 لعب خلالها 35 لقاء وسجل هدفين.

### إسبانيول
في نهاية عقده مع أستون فيلا تمت إعارته لفريق إسبانيول لمدة أربع أشهر حيث كان الفريق مهددا بالنزول آنذاك فاستقدم المدرب الفرنسي لويس فيرنانديز في مهمة إنقاذ الفريق، هذا الأخير استعان بلاعبين ذوي خبرة منهم إضافة لمصطفى حجي، إيفان دي لا بينا وماوريسيو بوتشيتينو، لعب مصطفى حاجي 16 لقاء كوسط ميدان أعطى فيها تمريرات حاسمة وسجل هدفا ليتمكن الفريق من الارتقاء إلى الرتبة 16 بعدما كان يتذيل الترتيب في الصف 20.

### نادي الإمارات الإماراتي
انتقل خلال موسم 2004 - 2005 لنادي الإمارات الإماراتي الذي لعب في صفوفه 15 لقاء فقط وسجل 5 أهداف وطاردته لعنة الإصابات.

### ساربروكين الألماني
بعد تجربة الإمارات قرر حجي الاعتزال إلا أن فريق إف سي ساربروكين الألماني (الدرجة الثالثة)عرض عليه اللعب في صفوفه فلعب موسمين 2005-2007 شارك خلالها في 54 مقابلة وسجل 10 أهداف أهمها هدف في مسابقة الكأس ضد بايرن ميونيخ.

### فولا إيسش اللوكسمبورغي
ومرة أخرى قرر مغادرة المستديرة لكن فريق فولا إيسش اللوكسمبورغي أقنعه باللعب ووقع عقدا في بداية موسم 2007 حيث لعب في صفوف الفريق 44 لقاء وسجل 25 هدفا قاده بها لتحقيق الصعود إلى الدوري الممتاز.

## الأهداف الدولية
قائمة أهداف مصطفي حاجي
| #  | التاريخ        | المدينة       | رقم المباراة | المنافس          | النتيجة | المسابقة                        |
| -- | -------------- | ------------- | ------------ | ---------------- | ------- | ------------------------------- |
| 1  | 15 نوفمبر 1995 | الرباط        | 10           | مالي             | 2 - 0   | ودي                             |
| 2  | 29 أغسطس 1996  | سطات          | 12           | زائير            | 7 - 0   | ودي                             |
| 3  | 12 يناير 1997  | كوماسي        | 17           | غانا             | 2 - 2   | تصفيات كأس العالم 1998          |
| 4  | 14 يناير 1998  | الدار البيضاء | 27           | أنجولا           | 2 - 1   | ودي                             |
| 5  | 17 فبراير 1998 | واغادوغو      | 31           | مصر              | 1 - 0   | كأس الأمم الافريقية 1998        |
| 6  | 4 يونيو 1998   | أفينيون       | 33           | تشيلي            | 1 - 1   | ودي                             |
| 7  | 10 يونيو 1998  | مونبلييه      | 34           | النرويج          | 2 - 2   | كأس العالم 1998                 |
| 8  | 24 يناير 1999  | كمسار         | 39           | غينيا            | 1 - 1   | تصفيات كأس الأمم الأفريقية 2000 |
| 9  | 28 فبراير 1999 | لومي          | 40           | توغو             | 3 - 2   | تصفيات كأس الأمم الأفريقية 2000 |
| 10 | 17 نوفمبر 1999 | مراكش         | 45           | الولايات المتحدة | 2 - 1   | ودي                             |
| 11 | 18 يناير 2000  | الجديدة       | 47           | ترينيداد وتوباغو | 1 - 0   | ودي                             |
| 12 | 30 يونيو 2001  | الرباط        | 61           | مصر              | 1 - 0   | تصفيات كأس العالم 2002          |

## التحليل التلفزيوني
عمل مصطفى حجي محللا لـ«يوروسبورت» خلال كأس أفريقيا 2008 بغانا، كما عين سفيرا لكأس العالم بجنوب أفريقيا 2010 رفقة العديد من النجوم الأفارقة كعبيدي بيليه وجورج وياه وحسام حسن وروجيه ميلا وكالوشا بواليا. وعمل محللا أيضا مع القنوات المغربية للعديد من المقابلات الدولية.

## التدريب
دخل مصطفى حجي عالم التدريب كمدرب مساعد للفرنسي لبيرتران مارشان الذي تعاقد لموسم 2012/2013 مع نادي أم صلال القطري. وكان مصطفى حجي قد خضع لدورات تدريبية في مجال التدريب بفرنسا وألمانيا.

## روابط خارجية
- مصطفى حجي على موقع الاتحاد الدولي (مؤرشف)  (الإنجليزية)
- مصطفى حجي على موقع قاعدة بيانات كرة القدم.إي يو (الإنجليزية)
- مصطفى حجي على موقع بيانات كرة القدم. دي إي (الألمانية)
- مصطفى حجي على موقع ليكيب (الفرنسية)
- مصطفى حجي على موقع ناشيونال فوتبول تيمز (الإنجليزية)
- مصطفى حجي على موقع عالم كرة القدم.نت (الإنجليزية)
- اللاعب الدولي السابق مصطفى حجي يضع حدا لمسيرته الاحترافية